# 曼哈頓 (佛羅里達州)
曼哈頓（英語：Manhattan）是位於美國佛羅里達州馬納提縣的一個非建制地區。該地的面積和人口皆未知。

## 地理
曼哈頓的座標為27°30′27″N 82°19′07″W / 27.50750°N 82.31861°W，而該地的平均海拔高度為22米（即72英尺）。